# GNU Screen
GNU Screen (výslovnost skrín, česky lidově skříň) je svobodný terminálový multiplexor vyvíjený projektem GNU. Umožňuje uživatelům přistupovat k několika terminálovým relacím uvnitř jediného okna terminálu či vzdálené terminálové relace. To je užitečné pro práci s více programy z příkazové řádky a pro oddělení programů od unixového shellu, který program spustil.

## Schopnosti
O GNU Screen se dá uvažovat jako o textové verzi správce oken nebo jako o umístění virtuálních terminálů do libovolné přihlášené relace. Je to obal, který umožňuje běh několika textových programů zároveň a poskytuje možnost, která dovoluje uživateli efektivně používat programy v jediném rozhraní.
ZachováníPodobně jako ve VNC umožňuje GNU Screen spustit aplikaci na jednom počítači a poté se k ní znovu připojit z jakéhokoliv terminálu (také z jiného počítače) a pokračovat v jejím používání bez nutnosti ji restartovat. To zjednodušuje přesuny mezi několika místy (domov, práce).
Více okenLze vytvořit více terminálových sezení, každé z nich většinou spouští jedinou aplikaci. Okna jsou očíslována a uživatel může použít klávesnici k jejich přepínání. Některé grafické emulátory terminálů mají panely či jinou podobnou funkcionalitu. Každé okno má vlastni scrollovací buffer, takže je výstup zachycován, i když není okno zobrazeno, a tudíž lze zachovat historii i při migraci mezi počítači. Okna mohou být rozpůlena. I když některé aplikace již mají tuto funkcionalitu, Screen umožňuje jakékoliv aplikaci, aby byla zobrazena jen v rozpůlené horizontální části.
Sdílení sezeníScreen umožňuje několika počítačům připojení ke stejnému sezení zároveň, což umožňuje spolupráci více uživatelů. Stejný počítač lze také použít pro několik společných připojení, což poskytuje alternativu k půlení obrazovky, především pro počítače s více obrazovkami.

## Další terminálové multiplexory
Existují další terminálové multiplexory, například:
- dtach – minimalistická implementace podmnožiny možností Screenu
- Text windows (Twin) – prostředí pro okna v textu
- splitvt – utilita pro půlení terminálů
- Window (BSD) – window je program na BSD Unixech, který implementuje prostředí oken na ASCII terminálech
- tmux

### Oficiální zdroje
- Oficiální stránka GNU Screen
- GNU Screen na Savannah
- GNU Screen Manuálová stránka programu
- Uživatelský manuál Screen

### Zdroje třetích stran
- Gentoo Screen Wiki
- GNU Screen Wiki
- GNU Screen: úvod pro začátečníky (článek původně na Kuro5hin)
- Screen: ještě mocnější terminál – Root.cz